# نويل روزا
نويل روزا (بالبرتغالية: Noel Rosa‏) هو مغني وملحن وعازف قيثارة وكاتب أغاني برازيلي، ولد في 11 ديسمبر 1910 في ريو دي جانيرو في البرازيل، وتوفي بنفس المكان في 4 مايو 1937 بسبب سل.

## وصلات خارجية
- نويل روزا على موقع ميوزك برينز (الإنجليزية)
- نويل روزا على موقع ديسكوغز (الإنجليزية)